# Open Build Service
Open Build Service (anteriormente llamado openSUSE Build Service ) es una plataforma de desarrollo para distribución abierta y completa diseñada para alentar a los desarrolladores a compilar paquetes para múltiples distribuciones de Linux, incluidos SUSE Linux Enterprise Server, openSUSE, Red Hat Enterprise Linux, Mandriva, Ubuntu, Fedora, Debian y Arch Linux. Por lo general, simplifica el proceso de empaquetado, por lo que los desarrolladores pueden empaquetar más fácilmente un solo programa para muchas distribuciones y sus versiones, haciendo que más paquetes estén disponibles para los usuarios independientemente de la distribución que utilicen.
El software Build Service se publica bajo licencia GPL. En reconocimiento de su utilidad para la comunidad Linux en general, la Fundación Linux ha anunciado que el proyecto se agregará a Linux Developer Network (LDN). Además, varias empresas, proyecto MeeGo y Tizen lo están utilizando para desarrollar su distribución.
También ofrece un entorno de colaboración que permite a los grupos de desarrolladores crear y enviar cambios a otros proyectos.

## Flujo de trabajo y uso
Se puede ejecutar Open Build Service como una instalación privada o utilizar instancias públicas como el openSUSE Build Service ubicado en build.opensuse.org, alojado por SUSE . Este último ofrece hasta 400 espacios de construcción, pero los servicios externos pueden imponer limitaciones en cuanto a qué paquetes se pueden alojar, por lo que las instalaciones privadas se eligen normalmente cuando se va a alojar software propietario o legalmente problemático.
Cada empaquetador tiene un proyecto "de inicio" ("home") por defecto donde se puede cargar código fuente y definiciones sobre cómo construir los paquetes RPM o Debian. Los envíos de código (commits) fuera del espacio de inicio son posibles siempre que se hayan otorgado permisos a un desarrollador. Después de cada subida, Build Service programa la reconstrucción de los paquetes modificados. Una vez finalizado, los paquetes binarios resultantes se publican instantáneamente en el servidor de descargas OBS, que los pone a disposición del público.
Build Service proporciona una API pública que se implementa en varias interfaces de usuario:
- Una interfaz web en build.opensuse.org
- Una interfaz de línea de comandos llamada osc [8]

Además, se ha desarrollado un complemento para integrar Build Service en Eclipse como un proyecto de Google Summer of Code, así como un complemento para Qt Creator .
Las instancias se pueden vincular, de modo que los códigos fuente y los paquetes de un host remoto se puedan reutilizar, eliminando así la necesidad de iniciar / importar dependencias manualmente para proyectos preexistentes.